# Estonska marka
Estonska marka (est.: Eesti mark) bila je službena valuta u Estoniji od 1918. do 1927. godine.U početku je estonska marka bila potpuno istovjetna s tadašnjom njemačkom ostmarkom, koja je bila u optjecaju zajedno s ruskim rubljem još od njemačke okupacije. Uz rublje i marke, zemljom su do 1919. godine bili u optjecaju i njemački ostrubalj te finska marka. Tijekom 1920-ih godina, marka je prestala biti vezana uz ostmarku te je promijenila vrijednost. Godine 1928. zamijenila ju je estonska kruna i to u omjeru 1 kruna = 100 marki.
Niža denominacija bila je penn (1 marka = 100 penna). 
Od 1922. do 1926. godine, država je izdavala kovanice od 1, 3 i 5 penna te 50 marki. Država je inicijalno izdavala novčanice od 5, 10, 20 i 50 penna te 1, 3, 5, 10, 25, 50 i 100 marki, s tim da su kasnije dodane novčanice i od 1000 te 5000 marki. 